# Samuel Fludyer, 2. Baronet

Sir Samuel Fludyer als Student in Göttingen (1779)

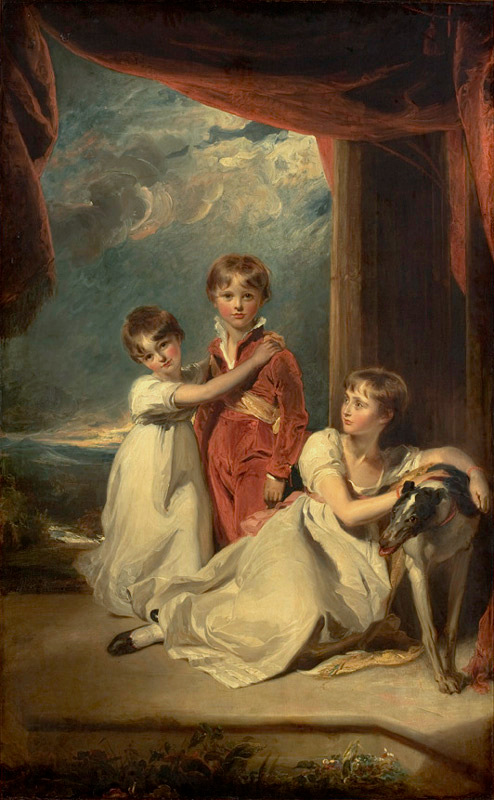
Thomas Lawrence: Die Kinder von Sir Samuel Fludyer (1806), heute Museu de Arte de São Paulo

Sir Samuel Brudenell Fludyer, 2. Baronet (* 8. Oktober 1759; † 17. Februar 1833) war ein britischer Politiker.

## Leben
Samuel war der ältere Sohn des geadelten Merchantbankers Sir Samuel Fludyer, 1. Baronet (1704–1768), der von 1754 bis 1768 Mitglied des Unterhauses und 1761 Lord Mayor of London war. Der Vater starb bereits 1768, so dass dessen erblicher Adelstitel des Baronets, of Lee Place in the County of Kent, schon zu Schulzeiten auf Samuel überging. Er besuchte die angesehene Westminster School und studierte ab Ostern 1776 bis Michaelis 1779 im Rahmen seiner erweiterten Grand Tour gemeinsam mit seinem jüngeren Bruder George Fludyer unter der Betreuung durch Georg Christoph Lichtenberg Mathematik an der Georg-August-Universität Göttingen. Beide Brüder waren in Göttingen Mitglieder des einflussreichen Studentenordens ZN; ihre Schattenrisse aus der Göttinger Zeit sind in der Silhouetten-Sammlung Schubert erhalten und Einträge in Stammbüchern der Zeit sind überliefert.
Sir Samuel Fludyer war nach seiner Rückkehr nach England von 1781 bis 1784 als Abgeordneter für den Wahlkreis Aldborough in Yorkshire Mitglied des britischen House of Commons
Aus der 1796 geschlossenen Ehe mit seiner Cousine Maria Weston hatte er einen Sohn und Erben, Sir Samuel Fludyer, 3. Baronet (1800–1876), und vier Töchter, von denen zwei das Erwachsenenalter erreichten.